# Aleuromarginatus millettiae
Aleuromarginatus millettiae là một loài côn trùng cánh nửa trong họ Aleyrodidae, phân họ Aleyrodinae.
Aleuromarginatus millettiae được Cohic miêu tả khoa học đầu tiên năm 1968.